# ملعب الفيحاء
ملعب الفيحاء هو ملعب كرة قدم سوري يقع في العاصمة السورية دمشق، و هو ملعب متعدد الاستخدامات يتسع ل 15000 متفرج بني الملعب سنة 1976 من أجل استضافة دورة الألعاب العربية الخامسة، وأكثر استخداماته حاليا لمباريات الدوري الممتاز، و هو جزء من مدينة الفيحاء الرياضية.